# Facultad de Medicina de la Universidad Federal de Bahía
La Facultad de Medicina de Bahía de la Universidad Federal de Bahía (FMB-UFBA) es una unidad académica de enseñanza, investigación y extensión universitaria de la Universidad Federal de Bahía (UFBA), Brasil, en el campo de la medicina. Es la institución de enseñanza superior más antigua de la historia del país habiendo sido creada el 18 de febrero de 1808 por influencia del médico pernambucano Correia Picanço, nueve meses antes de la fundación de la Facultad de Medicina de Río de Janeiro. Su creación se dio luego de la llegada de Juan VI al país (durante el traslado de la corte portuguesa), bajo el nombre de Escuela de Cirugía de Bahía.donde estaba el antiguo Colegio de los Jesuitas, en Terreiro de Jesus.

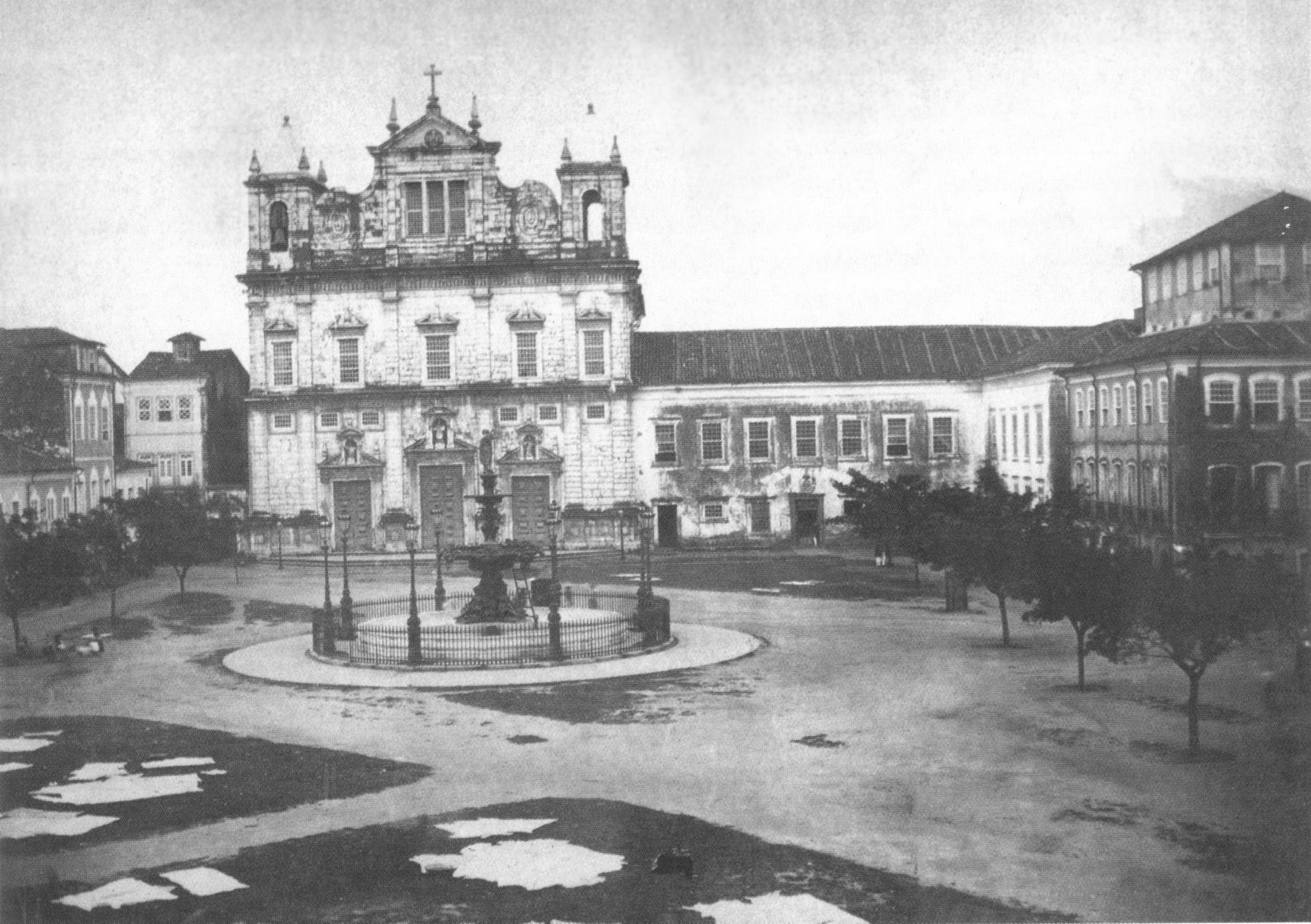
Vista del Terreiro de Jesus en 1862, con la antigua iglesia del Colegio de los Jesuitas (derecha) — actual Catedral Basílica - al fondo, donde la facultad funcionó por años.

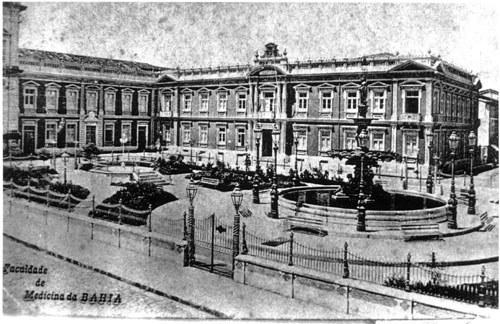
Segundo local de la facultad, construido entre 1905 y 1908 por Teodoro Sampaio según el proyecto de Victor Dubugras.

El museo de la facultad, en Terreiro de Jesus, poseía las cabezas del cangaceiro Lampião y su esposa Maria Bonita, traídas para investigaciones luego de sus muertes en campañas policiales en el sertón.
Por esa facultad pasaron varios nombres de la ciencia brasileña como como Nina Rodrigues, Juliano Moreira, Pirajá da Silva, João Targino y fue de suma importancia en varios momentos históricos de Brasil poseyendo, hasta hoy, importancia en el escenario científico y cultural baiano y brasileño. Toda la historia de la facultad está catalogada en la colección del Memorial de la Medicina Brasileña, el repositorio documental más importante sobre la enseñanza médica brasileña.